# Слободан Пеладић
Слободан Пеладић (Шабац, 8. фебруар 1962 — Шабац, 2. фебруар 2019) био је српски сликар, вајар и мултимедијални уметник.
На ликовну сцену Србије ступио је 1987. године, након дипломирања на Академији уметности Универзитета у Новом Саду. Био је оснивач је Независне уметничке асоцијације „Колектив“ и директор Удружења ликовних стваралаца Шапца од 2000. године. До сада је излагао на великом броју самосталних и колективних изложби у Србији и иностранству. Носилац је признања и награда. Живео је и стварао у Србији (Шабац) и САД (Атланта)

## Живот и каријера
Рођен је 1962. године од оца Миодрага и мајке Радмиле, девојачко Костић. Основно и средње школовање похађао је у Шапцу. Сликарство је студирао од 1983. до 1987. године на Академији уметности Универзитета у Новом Саду, у класи професора Јована Ракиџића. По окончању студија од 1994. до 2000. године радио је на месту професора у Школи примењених уметности у Шапцу.
Оснивач је Независне уметничке асоцијације „Колектив“ и директор Удружења ликовних стваралаца Шапца од 2000. године.
Његови радови налазе се у колекцији Музеја савремене уметности у Београду, Музеју савремене уметности Војводине у Новом Саду, Народном музеју у Шапцу и у приватним колекцијама Трајковић, Вујичић и Ђ. Поповић. Заступљен у неколико књига о савременој уметности.
Био је запослен у Удружењу ликовних стваралаца Шапца. Живео је и стварао у Шапцу, Србија и Атланти САД.
Преминуо је после кратке и тешке болести 2. фебруара 2019. године у 56. години живота. Сахрањен је на Камичком гробљу у Шапцу.

## Уметничко стваралаштво
Слободан Пеладић је до сада на бројним самосталним и колективним изложбама приказо своје стваралаштво које се одвијало кроз три фазе:
Прва — осамдесете, када се бавио сликарством,
Друга — деведесете, које су га ангажовале као скулптора
Трећа — период од 2000. године до данас, у ком је прве две деценије 21. века посветио уметничком активизму.
Представљање на некадашњој југословенској уметничкој сцени друге половине осамдесетих година, започео је као један од протагониста новог енформела, у коме је својевремено промовисао своје сликарство.
| „ | Још су врло свежа сећања на Пеладићева црна, густа, мукла, слојевита готово до рељефности масивна поља материје боје и површине, најчешће великих формата постављене у серији тако да потпуно овладавају галеријским простором иако га физички целог не запоседају. | ” |

После свега што се десило на простору Југославије ретроградно се да закључити да је Пеладићево сликарство новог енформела с краја осамдесетих, несумњиво слутило на надолазећу катаклизму, као ознака једног мучног егзистенцијалног стања којег у раним деведесетим није нико, па тако ни уметност и уметник са ових простора, могао да избегне.

## Ликовне колоније
| Година | У земљи                                                                       | Година | У иностранству                                 |
| ------ | ----------------------------------------------------------------------------- | ------ | ---------------------------------------------- |
| 1984.  | - Јаловичка ликовна колонија                                                  |        |                                                |
| 1990.  | - Јаловик, Јаловичка ликовна колонија - Зрењанин, Ечка уметничка колонија     |        |                                                |
| 1991.  | - Суботица, Графички атеље ликовног сусрета                                   | 1991.  | - Осијек, Колонија Бранковић, Хрватска         |
| 1999.  | - Суботица, Графички атеље ликовног сусрета - Шабац, Ликовна колонија „Мишар“ |        |                                                |
| 2004.  | - Јаловик, Јаловичка ликовна колонија - Врање, Колонија УЛУ Врање             |        |                                                |
|        |                                                                               | 2007.  | - Рударци, Уметничка колонија, Бугарска        |
|        |                                                                               | 2007.  | - Vonyarcvashegy kolonija, Keszthely, Мађарска |

## Уметнички догађаји
- 2005. — Шабац, Charlotte Street, Званично отварање алтернативне улице (ШЛФ)
- 1989. — Шабац, Гласно, хепенинг Млин „Унион“
- 1986. — Шабац, Перформанс, Октобарски салон, Народни музеј

## Награде и признања
- 1990. Друга награда, Шабац, Пролећна изложба, Културни центар
- 1987. Награда за постигнуте врхунске резултате у уметничким активностима. Нови Сад, Академија уметности;
- 1987. Награда за сликарство, Нови Сад, Дипломска изложба
- 1987. Друга награда, Шабац, Мајска изложба, Народни музеј
- 1986. Прва награда, Шабац, Октобарска изложба, Народни музеј
- 1985. Прва награда, Шабац, Октобарска изложба, Народни музеј

### Откуп уметничког дела
- 2015. Откуп уметничког објекта Прототип (2015), за колекцију Библиотеке шабачке. Република Србија; Министарство културе и информисања:
- 2014. Откуп уметничке инсталације Fog: Feels like 62F (2014), за колекцију Народног музеја у Шапцу. Република Србија; Министарство културе и информисања:
- 1998. Откуп скулптуре Двострука елипса пуног и празног облика (1997), за колекцију МСУ. Музеј савремене уметности, Београд;

|                     |             |                           |
| Ready – made, 1998. | Span, 1998. | Corner’s sculpture, 1997. |

## Самосталне изложбе
| Година | У земљи | Година | У иностранству                                                                                        |
| ------ | --- | ------ | --- |
| 1999.  | - Суботица, Галерија „Ликовни сусрет“ — Принт                                                                                                   |        | |
| 1997.  | - Шабац, Галерија Народног музеја — Двострука елипса пуног и празног облика/2 - Београд, Галерија СКЦ — Двострука елипса пуног и празног облика |        | |
| 1996.  | - Шабац, Нова галерија — Радови на папиру (са Браниславом Николићем)                                                                            |        | |
| 1991.  | - Суботица, Галерија „Ликовни сусрет“ - Београд, Салон Музеја савремене уметности                                                               | 1991.  | - Љубљана, Галерија ШКУЦ - Загреб, Галерија проширених медија - Ријека, Мали салон Модерне галерије   |
| 1990.  | - Нови Сад, Ликовни салон трибине младих — Мали формат                                                                                          |        | |
| 1989.  | - Београд, Галерија СКЦ — Без Без назива/2 | 1989.  | - Љубљана, Галерија „Equrna“ — Без Без назива/3 - Загреб, Галерија проширених медија — Без Без назива |
| 1987.  | - Шабац, Галерија Народног музеја — Синдром самосталне изложбе - Нови Сад, Академија уметности — Црни Цртеж                                     |        | |
| 1986.  | - Нови Сад, Улична антиратна изложба (са Растиславом Шкулецом)                                                                                  |        | |

## Колективне изложбе
| Година | Место одржавања галерија и назив изложбе |
| ------ | --- |
| 2017.  | - Љубљана, Модерна галерија, Оставштина 1989 / Студија случаја: друга изложба Југословенска документа. |
| 2015.  | - Шабац, Галерија Владислав Лалицки, Похвала лудости |
| 2012.  | - Београд, МИЈ, Музеј 25. мај Колекција Трајковић: Лична свита |
| 2011.  | - Београд, Галерија 73 24. Чукарички ликовни салон - Шабац, Галерија Културног центра. Историја уметности у Србији 20. век: радикалне уметничке праксе |
| 2010.  | - Нови Сад, Галерија савремене уметности Фонд Вујичић колекција - Београд, Уметнички павиљон Цвијета Зузорић Колекција Трајковић |
| 2008.  | - Љубљана, Галерија ШКУЦ ДоДаи - Шабац, Галерија Народног музеја Политике другог |
| 2006.  | - Шабац, Галерија Народног музеја 50. октобарски салон |
| 2005.  | - Београд, Галерија СКЦ Јаловичка ликовна колонија |
| 2004.  | - Београд, Музеј савремене уметности, Десет година Конкордије: излагачка пракса као културно-политичка стратегија |
| 2001.  | - Београд, Конак кнегиње Љубице, Синтаксе смрти |
| 2000.  | - Шарџа (Уједињени Арапски Емирати) Sharjah Art Museum, Sharjah Biennial 4 |
| 1998.  | - Београд, Музеј 25. мај, 39. октобарски салон - Вршац, Конкордија, Преступничке форме деведесетих: постмодерна и авангарда на крају 20. века |
| 1997.  | - Нови Сад, Центар за визуелну културу »Златно око«, Први интернационални бијенале скице и пројеката; |
| 1996.  | - Шабац, Галерија Народног музеја, 40. октобарски салон |
| 1994.  | - Вршац, Конкордија, Први Југословенски ликовни бијенале младих |
| 1991.  | - Зиген, Немачка, Kunst, Europa; Kunstverein Siegen |
| 1990.  | - Сомбор, Галерија Ликовна јесен, 10. Тријенале савременог Југословенског цртежа; 30. Ликовна јесен, - Задар, Градска ложа Иновације у сликарству осамдесетих година: изазов просторног, 13. Тријенале, - Пореч, Истарска саборница, Нови еклектицизам-сликање слике; 30. Анале |
| 1989.  | - Суботица, Ликовни сусрет Примарност пиктуралног: крај деценије-време синтезе, 29. Ликовна јесен - Апатин, Галерија Меандер, Ка монохромији - Београд, Уметнички павиљон Цвијета Зузорић, 30. октобарски салон - Дубровник, Умјетничка галерија, 8. Дубровачки салон - Зеница, Ликовна галерија музеја Зенице, Сусрети разлика: Умјетност при крају осамдесетих - Сарајево, Галерије Сарајева и Скендерија, Југословенска документа '89; - Ријека, Модерна галерија, 15. Југославенски Бијенале младих |
| 1988.  | - Сплит, Умјетнички салон ХДЛУ, Југославенски Бијенале слика малог формата; - Копривница Галерија Копривница, Љубљана Модерна галерија, Марибор Разставни салон Ротовж, Суботица Галерија Ликовни сусрет, Сарајево Collegium Artisticum, Ријека Модерна галерија, Контролирана геста: примјери новог енформела и апстрактног експресионизма, |
| 1986.  | - Београд, Павиљон Цвијета Зузорић. Пролећна изложба УЛУС-а |